# دينوسوماب
دينوسوماب هو جسم مضاد وحيد النسيلة يستخدم لعلاج تخلخل العظم وانبثاث العظام والتهاب المفاصل الروماتويدي وورم الخلايا العملاقة في العظم والورم النقوي المتعدد. طورته آمجن.
حصل على موافقة إدارة الغذاء والدواء الأمريكية في حزيران 2010 على استخدامه في الوقاية من تخلخل العظم في النساء البالغات سن توقف الطمث تحت اسم تجاري هو بروليا (Prolia). أما في تشرين الثاني من العام ذاته فقد حصل على موافقة استخدامه في علاج نقيلة العظم تحت اسم تجاري هو إكسجيفا (Xgeva). أما في صيف عام 2011 فقد كانت التجارب السريرية تدرس استخدامه في علاج ورم الخلايا العملاقة في العظم والورم النقوي المتعدد وفرط كالسيوم الدم.

## السرطان
في تحاليل «ميتا» لعام 2012 تم اكتشاف ان استخدام ال «دينوسوماب» أفضل من استخدام الادوية الوهمية مثل «حمض الزوليدرونك والباميدرونيت» في تقليل خطورة الكسور عند المصابين بالسرطان.

## هشاشة العظام عند النساء البالغات سن الطمث
يقلل ال «دينوسوماب» من حدوث الكسور عند النساء البالغات سن الطمث ولكنه يزيد خطورة إصابتهن بالعدوى. أشارت الدراسات في عام 2013 انه من الأفضل استخدامه لعلاج هذه الحالات.

## التأثيرات السلبية
التأثير السلبي الأكثر انتشارا هو حدوث آلام في المفاصل والعضلات في الايدي أو الارجل. وهناك خطورة الإصابة بالعدوى مثل التهاب النسيج الخلوي ونقصان نسبة الكالسيوم في الدم، تفاعلات الحساسية المفرطة ونخر في عظام الفك وكسور غير نمطية في عظم الحوض.
كما ويسبب ال «دينوسوماب» زيادة في نسبة حدوث الاكزيما وقضاء وقت أطول في المستشفيات بسبب العدوى الجلدية. وتم اقتراح ان السبب في زيادة العدوى عند استخدام ال «دينوسوماب» قد يرجع إلى دور البروتين "RANKL" في جهاز المناعة. يتم التعرف على هذا البروتين من قبل خلايا "T" المساعدة، ويُحتمل ان يكون له دور في نضوج الخلايا الجذعية.

## موانع استخدامه وتفاعلاته
يُمنع استخدام ال «دينوسوماب» عند المصابين بانخفاض نسبة الكالسيوم في الدم، ويجب الحرص على الوصول إلى نسب مناسبة من الكالسيوم وفيتامين د عند المقبلين على العلاج باستخدام ال " دينوسوماب ". لا يوجد أي بيانات تخص تفاعل ال دينوسوماب مع أدوية أخرى. على أيّة حال، من غير المرجّح ان يقوم ال دينوسوماب بتفاعلات ذات صلة سريرية.
يقوم الدينوسوماب تماماً مثل البايفوسفونيت بزيادة الإصابة بنخر عظم الفك وبالتالي يسبب إزالة الاسنان أو عمليات جراحية في الفم.

## طريقة عمله
تسمّى العملية المستمرة التي يقوم بها جسم الإنسان بإزالة الأنسجة العظمية القديمة واستبدالها بأنسجة جديدة إعادة تشكيل العظم. وهي عمليّة تقودها أنواع مختلفة من الخلايا، خاصةً الخلية البانية للعظم (التي تقوم بإفراز العظم الجديد) والخلية الناقضة للعظم (التي تقوم بتكسير وازالة العظم). هناك أيضا الخلية العظمية ولكن دورها غير مفهوم تماماً.
قبل عمل الخلايا الناقضة للعظم هناك ما يسمى بالسابقة- للخلايا الناقضة للعظم تقوم بإظهار مستقبل سطحي يسمّى " RANK " (الذي يُعد مفعّل للعامل كابا «ب» النووي). ويُعد أيضا عضو في طائفة المُستقبل للعامل الناخر للورم.
يقوم الRANKL بتنشيط ال RANK الموجود كمركب على سطح الخلايا البانية للعظم، نتيجةً لهذا الارتباط يتم نضج السابقة- للخلايا الناقضة للعظم لتكوّن الخلايا الناقضة للعظم. يقوم الدينوسوماب بتثبيط هذا النضج وتكوين الخلايا الناقضة للعظم عن طريق ارتباطه بال RANKL وتثبيط عمله، هذه العملية تحاكي العمل الطبيعي لمركب يفرزه جسم الإنسان يعمل كمثبط ل RANKL , يُسمى هذا المركب الطبيعي ب” osteoprotegerin” ويتواجد بنسب متناقصة (ويمكن بقوى متناقصة أيضا) عند المرضى الذين يعانون من تخلخل العظام. هذه العملية تحمي العظام من التدرُّك وتساعد على منع تقدّم هذا المرض

## الموافقة على استخدامه

### في الولايات المتحدة
في تاريخ 13/8/2009 أُقيم لقاء بين «امجن» واللجنة الاستشارية لأدوية الانجاب الصحية الخاصة بشركة الغذاء والدواء الأمريكية لمراجعة الاستخدامات المحتملة للدينوسوماب. أصدرت الصحافة ملخص لهذا اللقاء يقول:
" بعد مراجعة بيانات التأثير والأمان المأخوذة من 30 دراسة سريرية تضمنت أكثر من 12,000 مريض. تنصح اللجنة بالموافقة على استخدام " بروليا " لعلاج تخلخل العظام في النساء البالغات سن توقف الطمث، وعلى استخدامه أيضا لعلاج فقدان العظم عند المرضى المارّين باستئصال الهرمون لسرطان البروستات. 
في شهر تشرين الأول من عام 2009 أجلت شركة الغذاء والدواء الأمريكية الموافقة على الدينوسوماب لحاجتهم للمزيد من المعلومات عنه.
في2 حزيران عام 2010 وافقت مؤسسة الغذاء والدواء الأمريكية على استخدام الدينوسوماب لعلاج تخلخل العظام عند النساء البالغات سن توقف الطمث.
وواقفت مؤسسة الغذاء والدواء الأمريكية في شهر تشرين الثاني من عام 2010 على استخدام الدينوسوماب تحت الاسم التجاري «اكسجيفا» لمنع اصابات الهيكل العظمي عند المصابين بنقائل العظم بسبب الاورام الصلبة.
اما في 13 حزيران 2013 وافقت شركة الغذاء والدواء الأمريكية على استخدام الدينوسوماب من قبل الكبار والمراهقين المكتمل بناء هيكلهم المصابين بورم الخلايا العملاقة في عظام لا يمكن قطعها أو ان بترها يؤدي إلى أمراض خطيرة.

### في أوروبا
قامت لجنة المنتجات الطبية للاستخدام البشري في 17/12/2009 بنشر رأيها الإيجابي عن الدينوسوماب لعلاج تخلخل العظام عند النساء البالغات سن توقف الطمث ولعلاج فقدان العظم عند الرجال المصابين بسرطان البروستات ويُعالجون باستئصال الهرمونات.
تمت الموافقة على تسويق الدينوسوماب في 28/5/2010 من قبل اللجنة الأوروبية.